# Serafima Birman
Serafima Birman (en russe : Серафима Германовна Бирман), née le 10 août 1890 à Kichiniov, dans l'Empire russe (aujourd'hui Chișinău en Moldavie) et morte le 11 mai 1976 à Moscou, est une actrice soviétique, également metteur en scène et pédagogue, principalement connue pour son interprétation de la tsarine Euphrosine dans le film Ivan le Terrible de Sergueï Eisenstein sorti en 1944.

## Biographie
Serafima Birman est diplômée en 1911 de l'école dramatique A.I. Adacheva et rejoint le Théâtre d'art de Moscou. Elle est l'un des fondateurs en 1938 du théâtre du Komsomol de Lénine. C'est une actrice de théâtre et de cinéma qui excelle dans des rôles dramatiques et tragiques.

## Filmographie sélective
- 1925 : Le Tailleur de Torjok, de Yakov Protazanov
- 1927 : La Fin de Saint-Pétersbourg de Vsevolod Poudovkine : La dame à l'éventail
- 1927 : La Jeune Fille au carton à chapeau , de Boris Barnet : Madame Irène
- 1935 : Les Amies (Подруги) de Leo Arnchtam : épisode
- 1941 : Valeri Tchkalov, de Mikhaïl Kalatozov
- 1944 : Ivan le Terrible, de Sergueï Eisenstein : La tsarine Euphrosinia
- 1957 : Don Quichotte, de Grigori Kozintsev : La femme de ménage

## Prix et honneurs
- 1946 : Artiste du peuple de l'URSS